# Sri Lanka International 2005
Die Sri Lanka International 2005 im Badminton fanden vom 25. bis zum 28. August 2005 statt.

## Sieger und Platzierte
| Disziplin    | Gold                                      | Silber                                | Bronze                                            |
| ------------ | ----------------------------------------- | ------------------------------------- | ------------------------------------------------- |
| Herreneinzel | Chetan Anand                              | Law Yew Thien                         | Peerasak Wiriyapadungpong                         |
| Herreneinzel | Chetan Anand                              | Law Yew Thien                         | Anand Pawar                                       |
| Dameneinzel  | Sujitra Ekmongkolpaisarn                  | Molthila Meemeak                      | B. R. Meenakshi                                   |
| Dameneinzel  | Sujitra Ekmongkolpaisarn                  | Molthila Meemeak                      | Soratja Chansrisukot                              |
| Herrendoppel | Siwath Khoosakunthum Nuttaphon Narkthong  | Thushara Edirisinghe Duminda Jayakody | George Jose Ajit Wijetilak                        |
| Herrendoppel | Siwath Khoosakunthum Nuttaphon Narkthong  | Thushara Edirisinghe Duminda Jayakody | Cheah Liek Hou Chin Chuan Jue                     |
| Damendoppel  | B. R. Meenakshi Trupti Murgunde           | Soratja Chansrisukot Molthila Meemeak | Nadeesha Gayanthi Rasangi Kalpana Ranatunge       |
| Damendoppel  | B. R. Meenakshi Trupti Murgunde           | Soratja Chansrisukot Molthila Meemeak | Renu Chandrika Hettiarachchige Thilini Jayasinghe |
| Mixed        | Thushara Edirisinghe N. Palinda Halangoda | Niluka Karunaratne Thilini Jayasinghe | Balaram Thapa Pooja Shrestha                      |
| Mixed        | Thushara Edirisinghe N. Palinda Halangoda | Niluka Karunaratne Thilini Jayasinghe | Chin Chuan Jue Esther Ratna Dewi                  |